# 马奇伯爵
马奇伯爵（英語：Earl of March）是在苏格兰和英格兰的君主都封授过的一种贵族爵位。这个头衔派生自单词“marches”，大体是指英格兰与苏格兰和威尔士之间的边界。此爵位因此通常被授予一些居住在这些边境地区的大封建主。然而后来它逐渐演化成仅仅是头衔而已，领有者不必真的在边境拥有领地。

## 苏格兰的马奇伯爵

### 第一次封授
- 参见邓巴伯爵。

### 第二次封授（1455）
- 亚历山大·斯图亚特，第一代奥尔巴尼公爵（c. 1454–1485）
- 约翰·斯图亚特，第二代奥尔巴尼公爵（1481-1536）

### 第三次封授（1580）
- 罗伯特·斯图亚特，第一代馬奇伯爵（1586年死）

### 第四次封授（1697）
- 見威姆斯和馬奇伯爵。

## 英格兰的马奇伯爵

### 第一次封授（1328）
- 罗杰·莫蒂默，第一代马奇伯爵（1330年奪爵）
- 罗杰·莫蒂默，第二代马奇伯爵（1348年復爵）
- 埃德蒙·莫蒂默，第三代马奇伯爵
- 罗杰·莫蒂默，第四代马奇伯爵
- 埃德蒙·莫蒂默，第五代马奇伯爵
- 理查·金雀花，第三代約克公爵
- 愛德華·金雀花，第四代約克公爵 即爱德华四世

### 第二次封授（1479）
- 康沃尔公爵爱德华 即爱德华五世

### 第三次封授（1619）
- 伊斯米·斯图亚特，第三代倫諾克斯公爵
- 詹姆斯·斯图亚特，第四代倫諾克斯公爵
- 伊斯米·斯图亚特，第五代倫諾克斯公爵
- 查尔斯·斯图亚特，第六代倫諾克斯公爵

### 第四次封授（1675）
- 參見里奇蒙和倫諾克斯公爵。